# (13113) Williamyeats
(13113) Williamyeats ist ein Asteroid des Hauptgürtels, der am 15. September 1993 vom belgischen Astronomen Eric Walter Elst am La-Silla-Observatorium (IAU-Code 809) der Europäischen Südsternwarte in Chile entdeckt wurde.
Der Asteroid wurde am 30. März 2010 nach dem irischen Dichter und Schriftsteller William Butler Yeats (1865–1939) benannt, der 1923 als erster Ire mit dem Literaturnobelpreis ausgezeichnet wurde und neben James Joyce häufig als größter irischer Literat seiner Zeit gilt.